# Pölitz (Niemcy)
Pölitz – gmina w Niemczech, w kraju związkowym Szlezwik-Holsztyn, w powiecie Stormarn, wchodzi w skład urzędu Bad Oldesloe-Land.